# Lae Gecih
Lae Gecih is een bestuurslaag in het regentschap Aceh Singkil van de provincie Atjeh, Indonesië. Lae Gecih telt 536 inwoners (volkstelling 2010).